# Ardahan (stad)

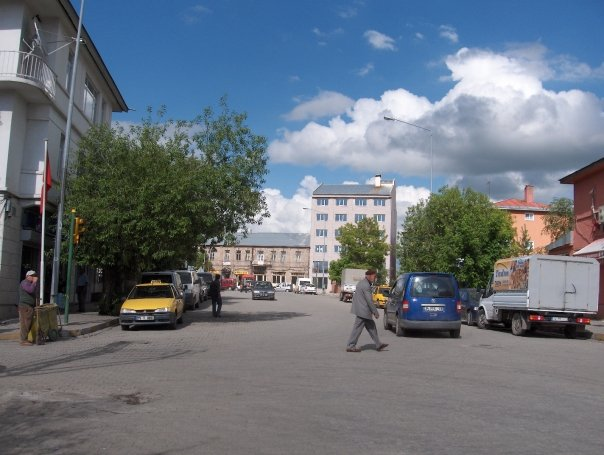
Ardahan

Ardahan is de hoofdstad (İl Merkezi) van het gelijknamige district en de provincie Ardahan in Turkije. De plaats telt 91.354 inwoners (2024). Het aantal inwoners is de afgelopen jaren langzaam toegenomen en bedraagt 19.800 inwoners (2015).

## Verkeer en vervoer

### Wegen
Ardahan ligt aan de nationale wegen D010, D955 en D959.

## Geboren
- Erdal Balci (1969), Nederlands journalist en schrijver

- Gemeinsame Normdatei: 4306827-3
- Library of Congress Control Number: n98952536
- Nationale Bibliotheek van Israël: 987007538049105171
- TDVİA: ardahan
- Virtual International Authority File: 151454304
- WorldCat: E39PBJxcYVRR79HMrvJwJVHDMP